# São José do Inhacorá
São José do Inhacorá é um município brasileiro do estado do Rio Grande do Sul.
Originalmente era um distrito da cidade de Três de Maio, que obteve a emancipação político-administrativa e transformou-se em município.
O município é considerado o menos perigoso para se viver no Brasil, juntamente com Borá (SP). Com índice de 0 mortes por 100 mil habitantes, São José tem violência erradicada.

## Geografia
Localiza-se à latitude 27º43'29" sul e à longitude 54º07'45" oeste, estando à altitude de 220 metros.
Possui uma área de 77,352 km² e sua população estimada em 2004 era de 2 329 habitantes.

## Línguas minoritárias
Os falares germânicos Riograndenser Hunsrückisch (Hunsriqueano Riograndense) e o Pommersch (Veja Língua pomerana) fazem parte da cultura regional desde os primórdios da colonização da região. Ambas estas línguas são faladas em comunidades espalhadas por várias outras regiões do sul do Brasil e do Espírito Santo, e elas vêm ganhando renovado e crescente prestígio social e participação nas mídias sociais na internet e vêm reconhecimento oficial por parte do Estado em diferentes pontos do país.